# جن وادا
جُنْ وادَ (باليابانية: 和田 潤) (مواليد 28 نوفمبر 1973)، هو لاعب كرة قدم ياباني سابق كان يلعب كمهاجم.

## وصلات خارجية
- جن وادا على موقع رابطة كرة القدم اليابانية للمحترفين (اليابانية)